# Adolphe Brisson
Adolphe Brisson, född 17 april 1860 i Paris, död där 28 augusti 1925, var en fransk kritiker. 
Adolphe Brisson var son till Jules Brisson, grundare av tidskriften Les Annales politiques et littéraires, som Adolphe Brisson redigerade från 1895. Han medarbetade i olika franska tidningar och tidskrifter, bland annat Le Temps, där han publicerade uppmärksammade intervjuer med berömdheter. Brisson gjorde sig känd som teater- och litteraturkritiker. En del av sina litterära studier samlade Brisson i Portraits intimes (5 band, 1894–1901), La comédie littéraire (1895), Pointes sèches (1898), Un coin du Parnasse (1898), Les Prophètes (1903) och L'envers de la glorie (1905). En del av sina teaterrecensioner utgav Brisson i Le théâtre (9 band, 1907–1918).